# Paul Moller
Paul Sandner Moller (* 11. Dezember 1936) ist ein kanadischer Entwickler und Erfinder des Moller Skycars.

## Leben
Moller wuchs in Trail in der kanadischen Provinz British Columbia auf, besuchte die High School und von 1957 bis 1958 das Polytechnikum Southern Alberta Institute of Technology (SAIT) in Calgary. Danach begann er bei dem in Montreal ansässigen Flugzeughersteller Canadair zu arbeiten und besuchte darauf die McGill University in Montreal, an der er 1964 zum Doktor promovierte. In McGill war in dieser Zeit kein Lehramt ausgeschrieben, somit lehrte er als Professor von 1963 bis 1975 an der University of California, Davis Mechanical and Aeronautical Engineering in Davis (Kalifornien). Er ist emeritiert und lebt mit seiner Frau Rosa Maria in Dixon (Kalifornien).

## Unternehmen
Seit 1964 entwickelt Moller senkrechtstartende Fluggeräte. Seit 1983 betreibt er in Davis die Moller Corporation, deren Ziel die Entwicklung eines viersitzigen Flugautos ist, dessen zweisitziger Vorläufer seit 2003 fliegt. Moller und seine Frau besitzen auch die Gesellschaft Freedom Motors, welche die Sparte Wankelmotoren der Outboard Marine Corporation übernahm und die Motoren weiterentwickelt und produziert.